# Вазон (символ)

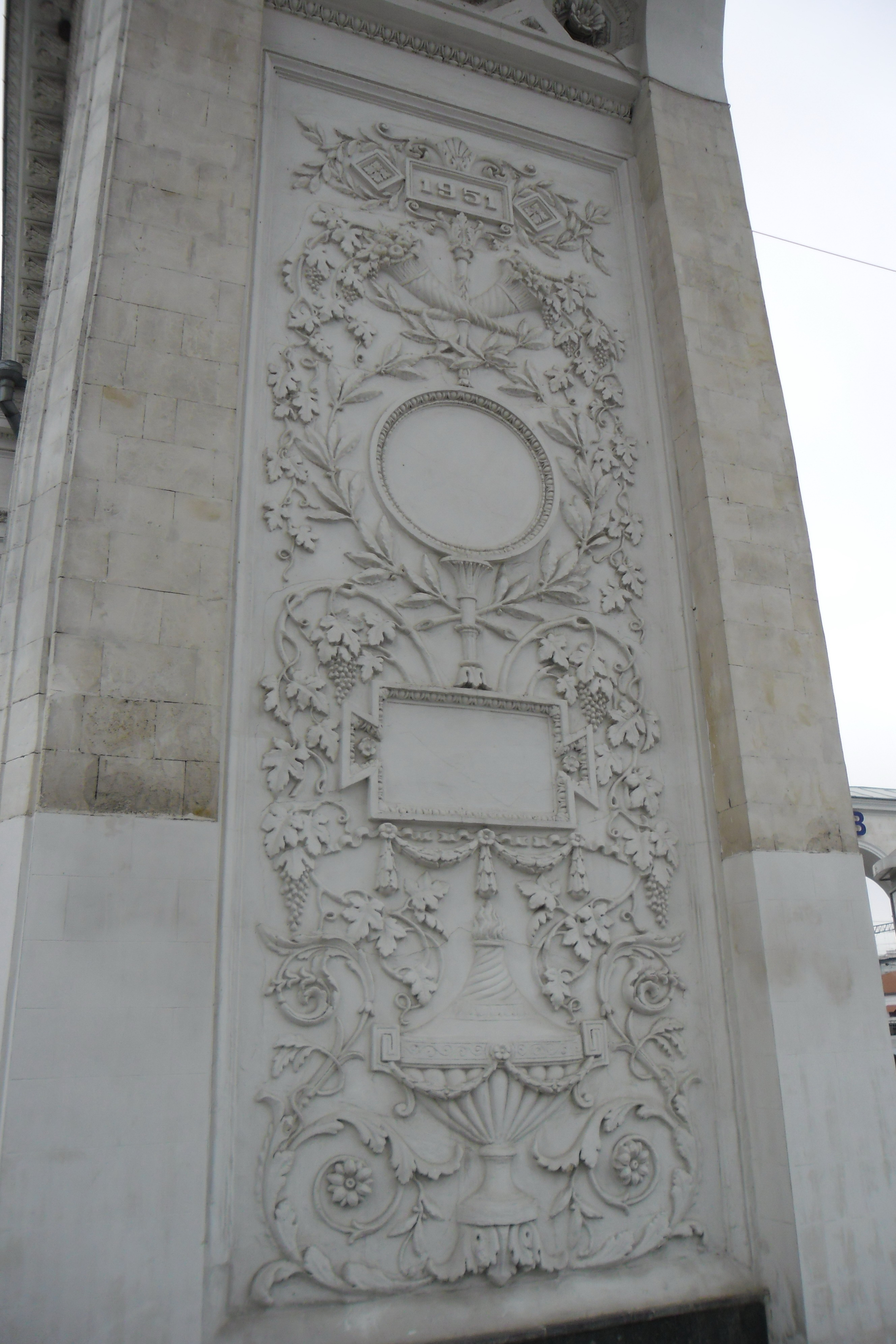
Вазон у інтер'єрі залізничного вокзалу м. Сімферополь.

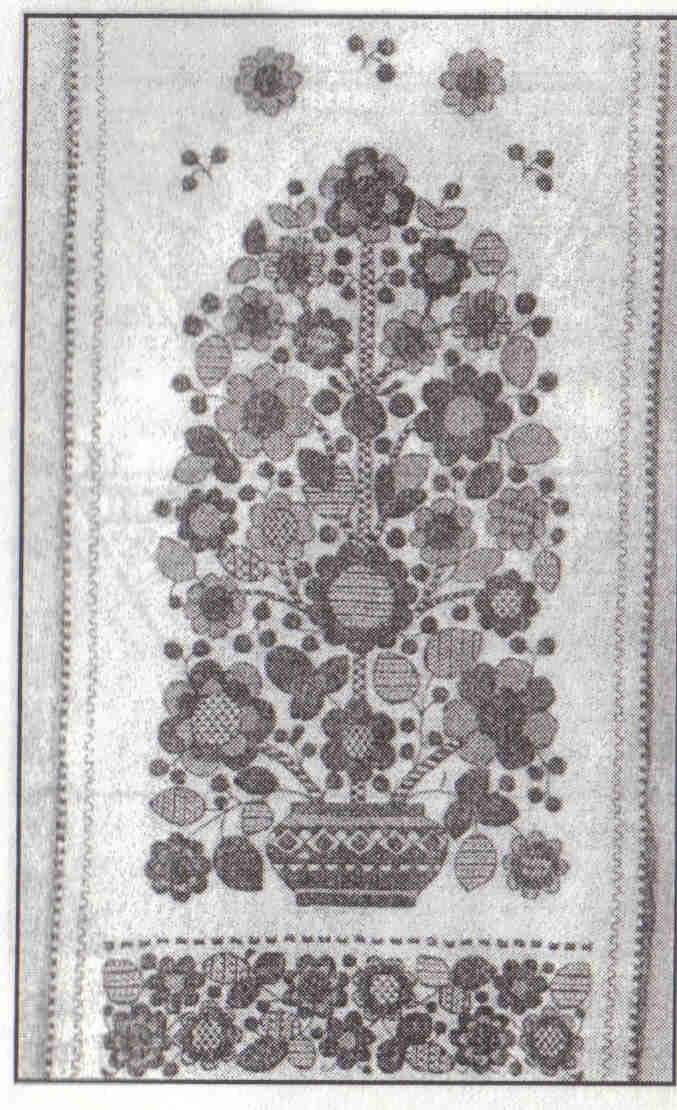
Вазон — Дерево життя на рушнику. Середня Наддніпрянщина

Вазон — український символ життя, виконаний як стилізоване дерево життя, або зображення трьох гілок — образ світового дерева. Найчастіше зустрічається у розписах домівок, зокрема печей, українців Східної України.